# Wyrzulica
Wyrzulica (bułg. Вързулица) – wieś w Bułgarii, w obwodzie Wielkie Tyrnowo, w gminie Połski Trymbesz. W 2024 roku liczyła 101 mieszkańców.